# 跡部 (三木市)
跡部（あとべ）は、兵庫県三木市の大字。郵便番号は673-0401。

## 地理

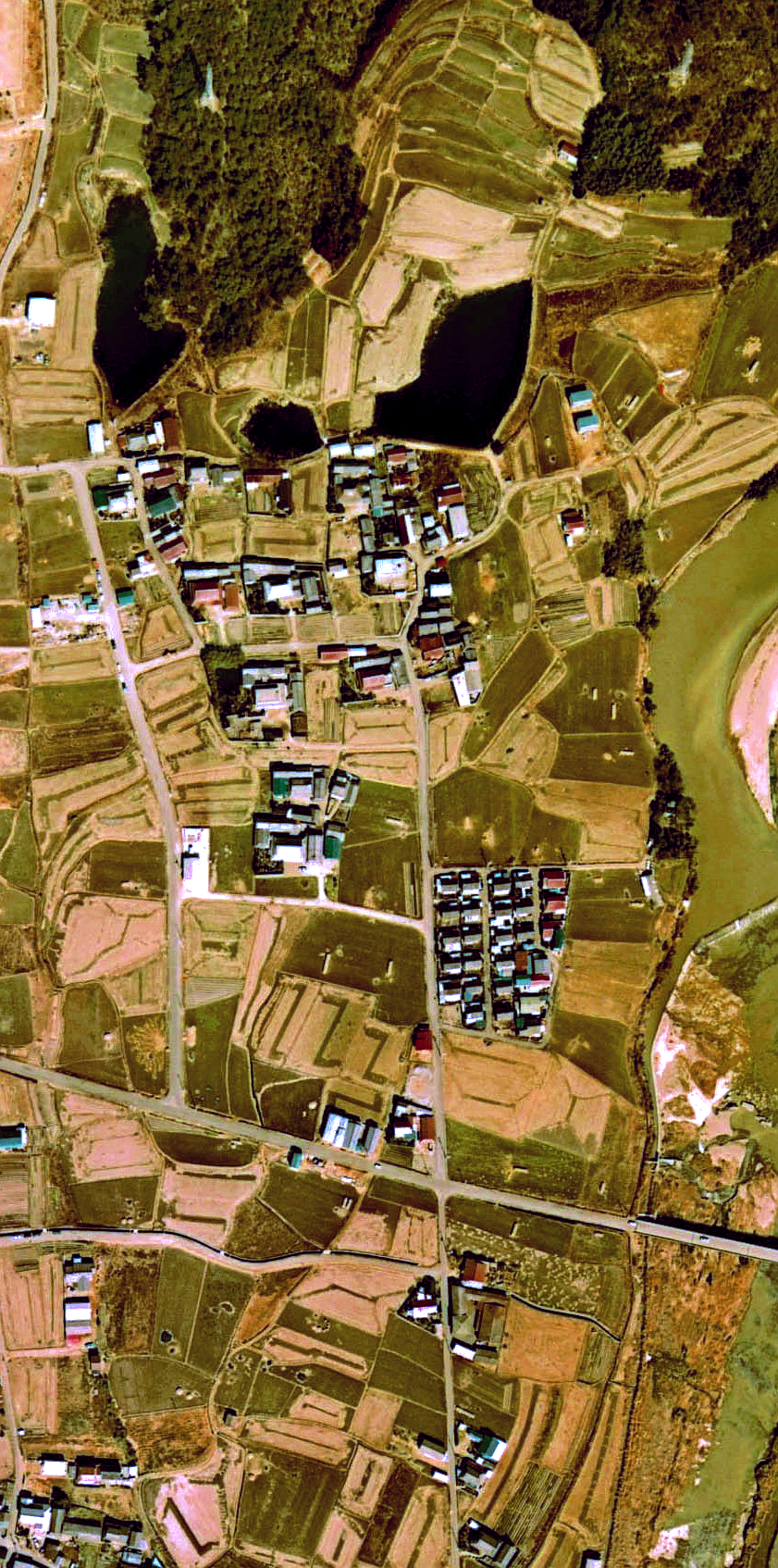
1974年度の跡部

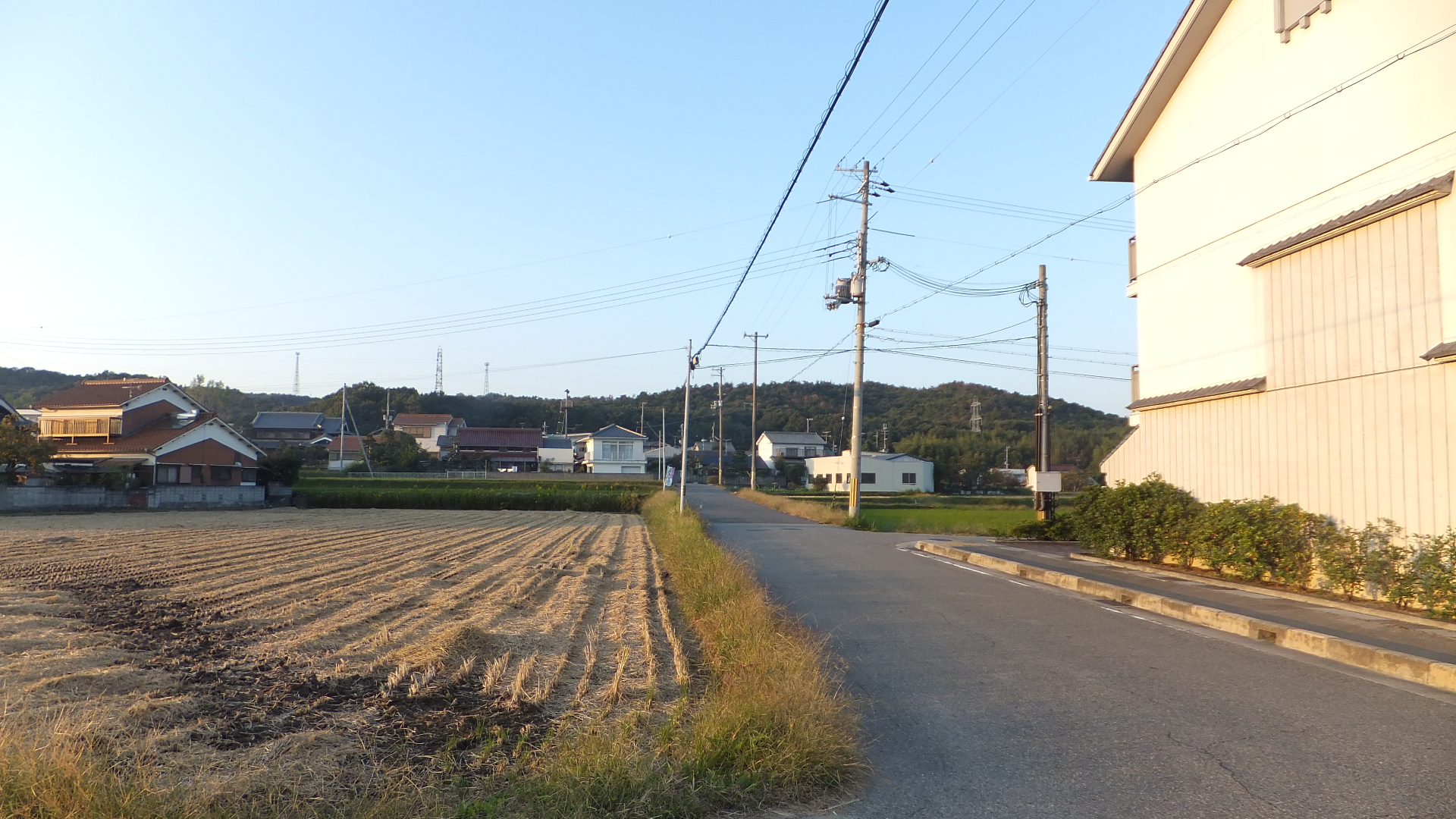
跡部の街並み

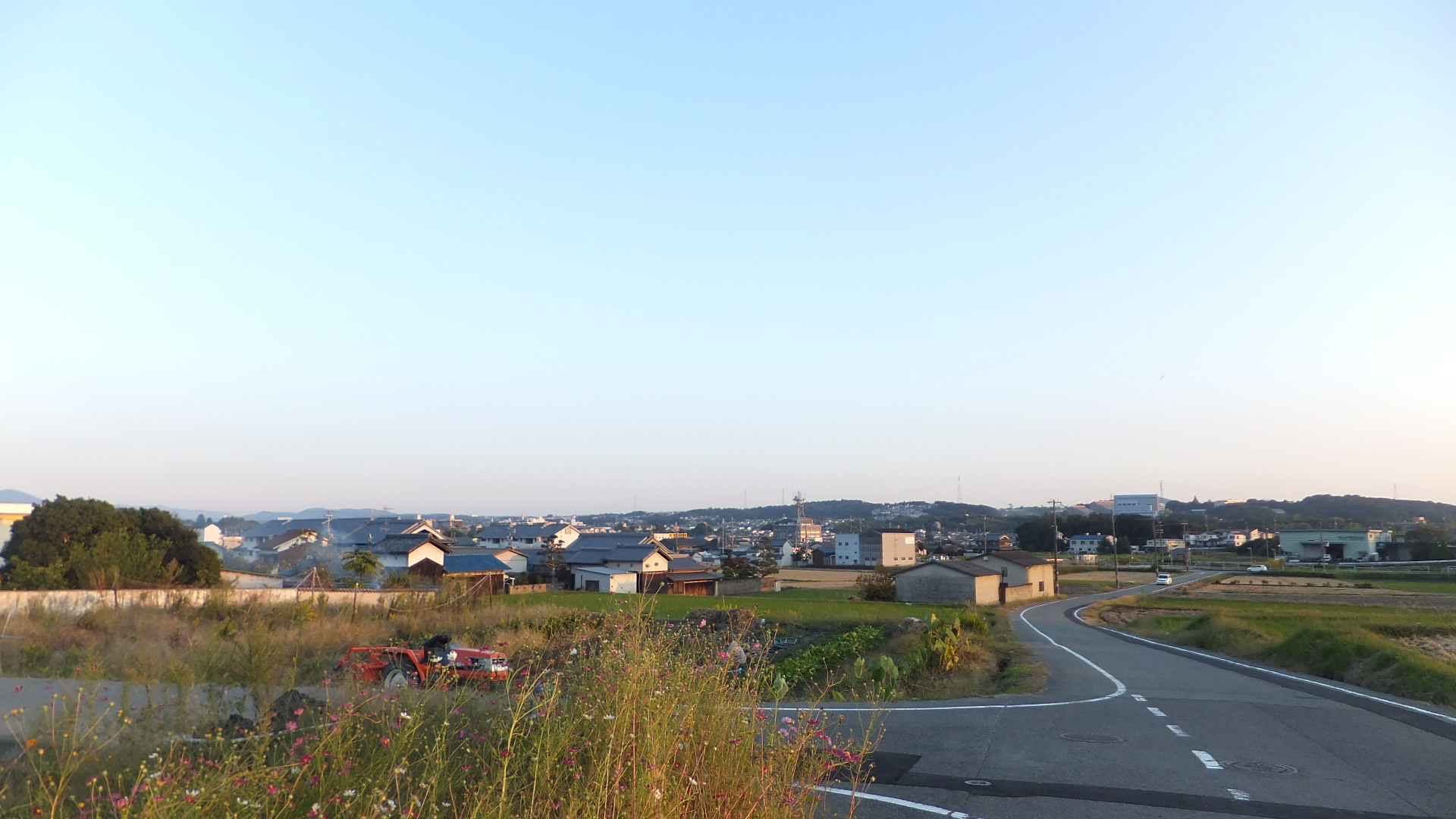
地内は農業地帯である。

- 久留美地区の北東部、三木市の中心部から北側にあり、美嚢川中流右岸の平野部・山地の麓に位置している。「久米部」が住んでいた地内である。1492年に菩提寺が建立され、三木合戦で消失し、廃寺になり、現在は薬師堂が建立されている。由来は「久米部」が居た屋敷跡があったことから名付けられた。現在は南側の平野部は兵庫県営跡部団地などの住宅地と農地が混在し、北側は山地で、麓にため池が広がる。[1][2][3][4][5]東側は久留美と府内・西側と南側は加佐・北側は小野市匠台と接する。

## 歴史
跡部古墳群、常連寺跡の武蔵坊弁慶の足跡がついていると伝える石仏などが残されている。
この石仏1184年2月に三草山に押し寄せてきたときに敗走する平家を追いかける途中で踏みしめたと伝えられる跡が残っている。

### 町村制施行前
- 1184年2月 - 地内に武蔵坊弁慶の足跡が残される。[6]
- 1492年 - 菩提寺が建立する。[1][2][3][4]

### 町村制施行後
- 1951年3月15日 - 三木町に編入され、三木町大字跡部になる。[3]
- 1954年6月1日 - 三木市を新設し、三木市跡部になる。[3][7]

### 字域の変遷
| 実施前                 | 実施年        | 実施後               |
| ---------------------- | ------------- | -------------------- |
| 美嚢郡久留美村大字跡部 | 1951年3月15日 | 美嚢郡三木町大字跡部 |
| 美嚢郡三木町大字跡部   | 1954年6月1日  | 三木市跡部           |

## 施設
- 若宮八幡神社[5]
- 跡部公民館
- 三木市営跡部団地[8]

1958年3月31日に完成し、1998年3月22日に建替工事が完成する。
- 神洋舗道本社

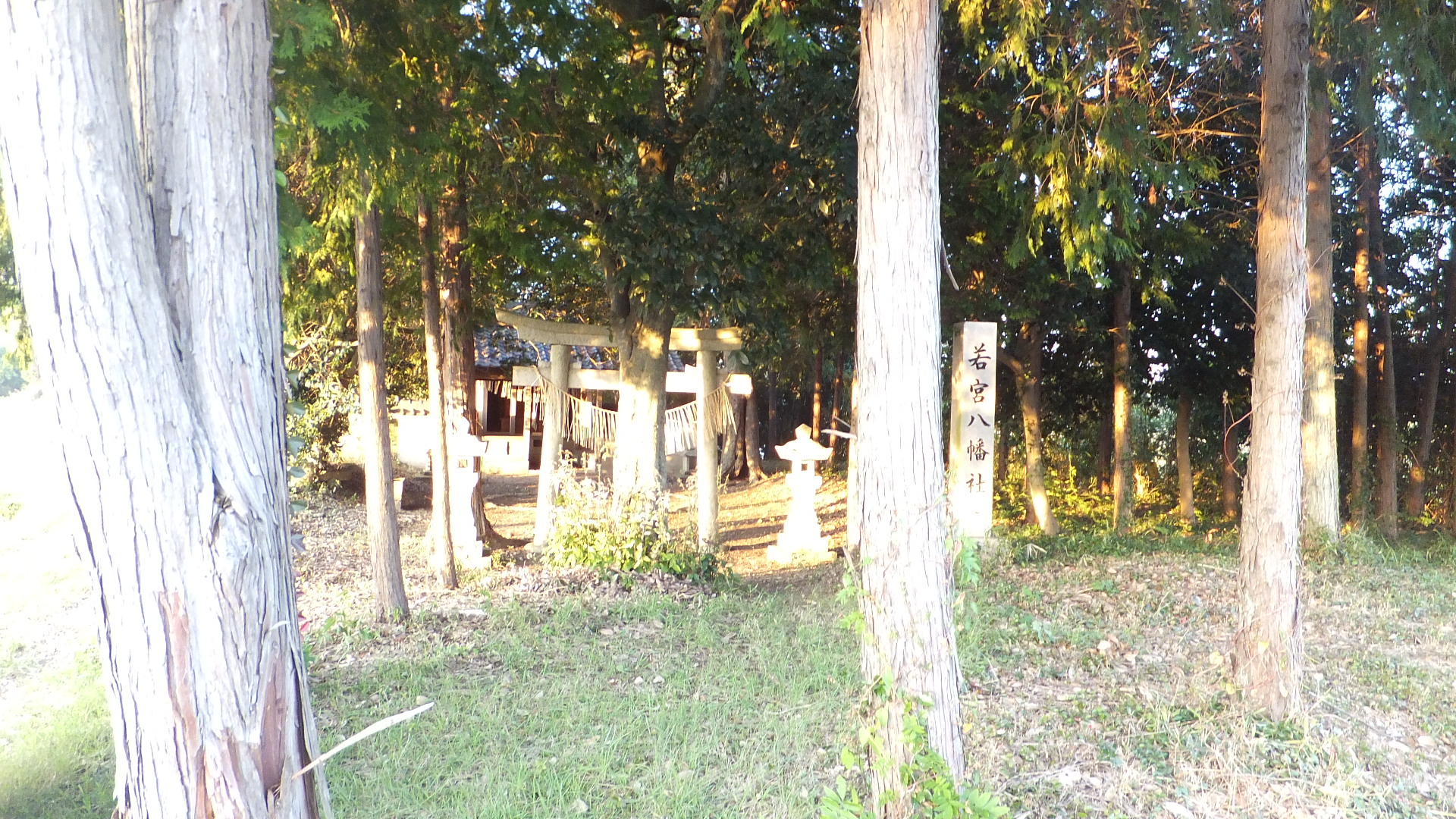
若宮八幡神社
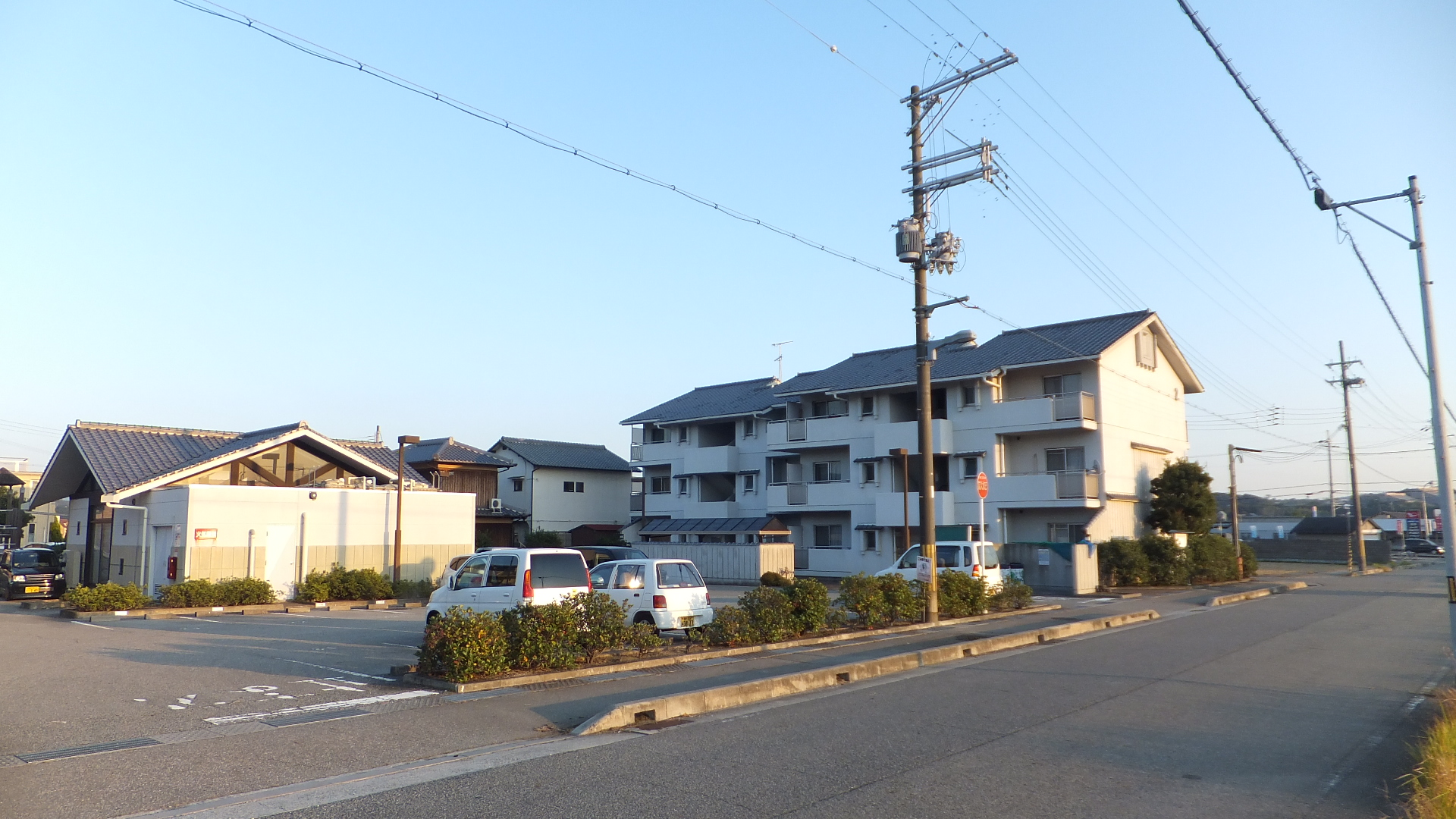
三木市営跡部団地
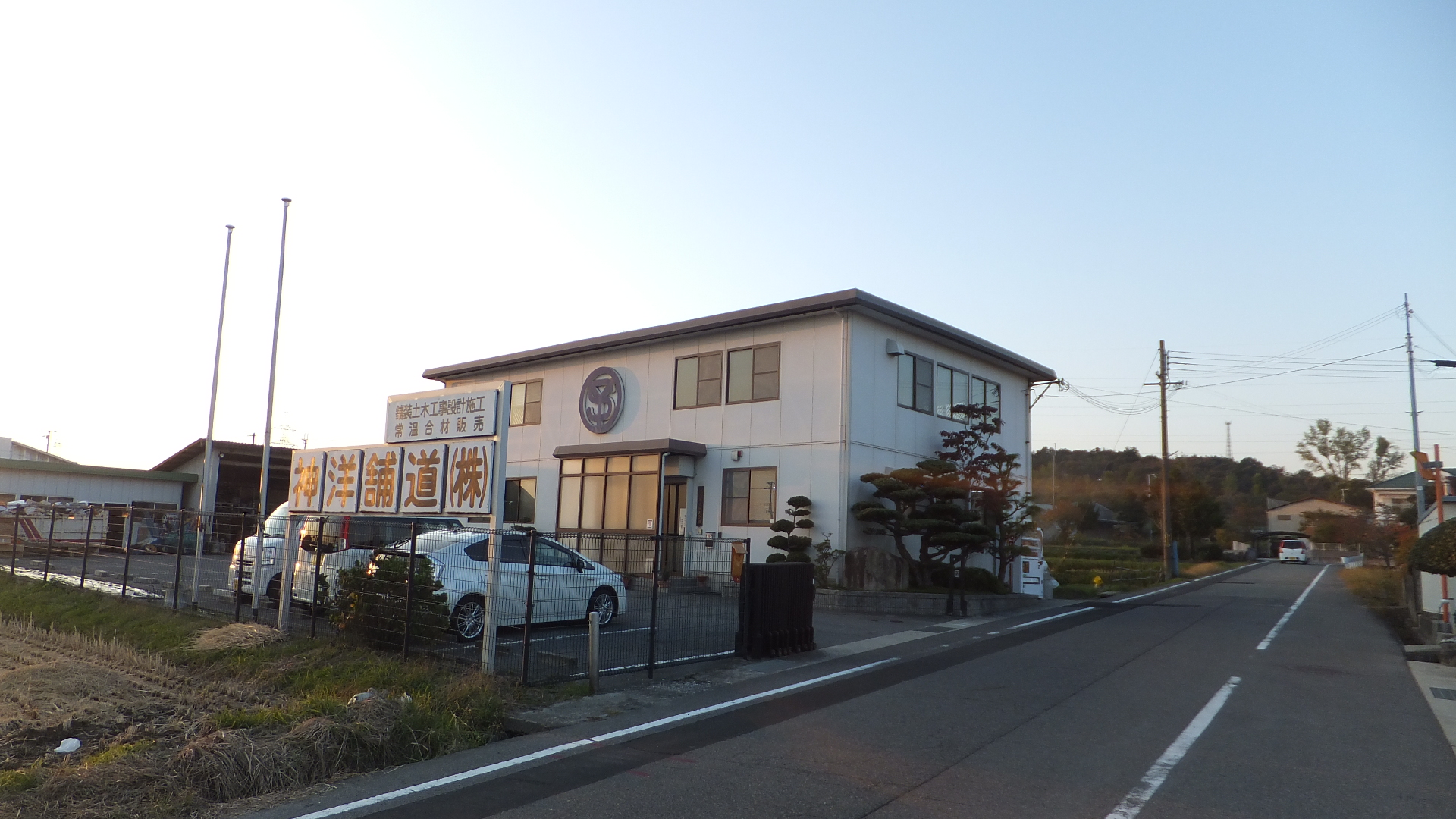
神洋舗道

### かつて存在した施設

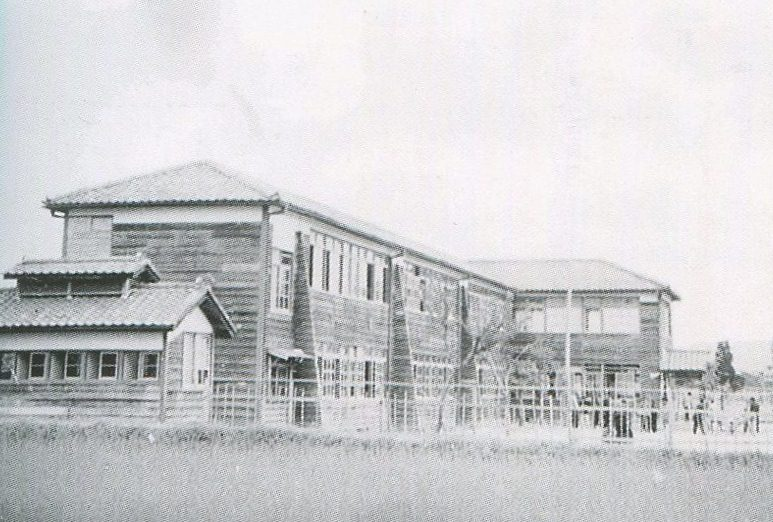
三木町立久留美中学校

- 三木町立久留美中学校

## 小・中学校の学区
| 大字 | 番地 | 小学校             | 中学校             |
| ---- | ---- | ------------------ | ------------------ |
| 跡部 | 全域 | 三木市立平田小学校 | 三木市立三木中学校 |

## 交通
地内に公共交通機関は通っていない
- 山陽自動車道（通過のみ）